# دهستان بندامیر
دهستان بندامیر، یکی از دهستان‌های بخش مرکزی شهرستان زرقان در استان فارس ایران است. مرکز این دهستان، روستای بندامیر است.

## جمعیت
بر پایه سرشماری عمومی نفوس و مسکن در سال ۱۳۹۵، جمعیت دهستان بندامیر برابر با ۵٬۹۳۱ نفر بوده است.